# William Boyd
William Boyd (* 7. března 1952 Akkra) je skotský spisovatel narozený v Ghaně a píšící anglicky.
Vystudoval na University of Glasgow a Oxfordskou univerzitu. Zde pak i vyučoval. Roku 1981 vydal svůj první román A Good Man in Africa, s nímž měl ihned úspěch. Kniha získala Somerset Maugham Award a je dodnes jeho nejúspěšnějším dílem. Poté napsal řadu dalších románů: An Ice-Cream War (1982), Brazzaville Beach (1990), The Blue Afternoon (1993), Armadillo (1998), Any Human Heart (2002), Ordinary Thunderstorms (2009) či Waiting for Sunrise (2012). V letech 1981–1983 byl televizním recenzentem týdeníku New Statesman, sám napsal několik televizních scénářů. Roku 2012 získal od dědiců Iana Fleminga právo užít postavu Jamese Bonda. Svou bondovku nazvanou Solo vydal o rok později. Cítí se být Skotem a součástí skotské literatury.